# NHK 뉴스 오하요 히로시마
NHK 뉴스 오하요 히로시마(おはようひろしま)은 메주 월 ~ 금 오전 7시 45분 ~ 8시까지 NHK 종합 텔레비전에서 방영되고 있는 NHK 히로시마 방송국에서 제작하고 있는 프로그램으로 히로시마현을 비롯한 주코쿠 지방의 소식을 전해주고 있다.